# Родіоновська
Родіо́новська (рос. Родионовская) — присілок у складі Верховазького району Вологодської області, Росія. Входить до складу Верхівського сільського поселення.

## Населення
Населення — 13 осіб (2010; 15 у 2002).
Національний склад (станом на 2002 рік):
- росіяни — 100 %